# Florian Kazimierz Strawiński
Florian Kazimierz Strawiński herbu Sulima – stolnik starodubowski w latach 1682–1697, podstarości oszmiański w latach 1676–1680, skarbnik starodubowski w latach 1671–1682.
W 1674 roku był elektorem Jana III Sobieskiego z powiatu oszmiańskiego.